# Vlad Nistor
Vlad Nistor é um político romeno que actualmente actua como membro do Parlamento Europeu pelo Partido Liberal Nacional.